# 聚合發
聚合發是一個總部位在臺灣臺中市的建築企業複合體，其主要成員有聚合發建設股份有限公司與坤興營造股份有限公司，並設有財團法人台中縣聚合發教育基金會。該事業體早期成員成立於1992年。

## 概略
聚合發事業體始創於豐原地區，早期主要開發地區為大臺中地區，於2006年前後轉型興建豪華大樓於臺中市七期重劃區。

## 聚合發建設股份有限公司

### 沿革
1992年4月30日，以新臺幣2,500萬元為資本成立。1998至1999年，資本額增資至新臺幣19,450萬元。2009年11月，資本額增資至新臺幣22,060萬元。

## 坤興營造股份有限公司

### 沿革
1993年6月29日，以丙級營造廠之身分創立。1995年9月，升為乙級營造廠。1998年7月，資本額增資至新臺幣10,000萬元，並於同年10月升為甲級營造廠。2011年9月，資本額增資至新臺幣20,000萬元。

## 代表作
- 聚合發經典：落成於2006年，是一棟為於臺中市七期重劃區的大樓。
- 中港TheOne落成於2006年，是一棟為於臺中市七期重劃區的大樓。
- 聚合發天琴落成於2006年，是一棟為於臺中市七期重劃區的大樓。
- 聚合發榮耀：落成於2007年，是一棟為於臺中市七期重劃區的大樓。
- 聚合發獨秀：落成於2008年，是一棟為於臺中市七期重劃區的大樓。
- 聚合發天廈：落成於2010年，是一棟為於臺中市七期重劃區的大樓。

## 事件
- 2016年12月，新聞媒體報導事業體負責人及相關人等以不法方式進行不動產交易以逃避課稅並遭檢調單位查辦。臺灣建築業界有人士稱其作法為業界之慣行節稅操作手法，並指出臺灣地區有許多類似案例。[1][2][3]

- 2021年12月，聚合發建設被控以合建分售逃稅　二審逆轉無罪。

## 外部鏈結
- 聚合發教育基金會:: 痞客邦PIXNET :: （页面存档备份，存于）